# 致命圣人堂 (马拉加)

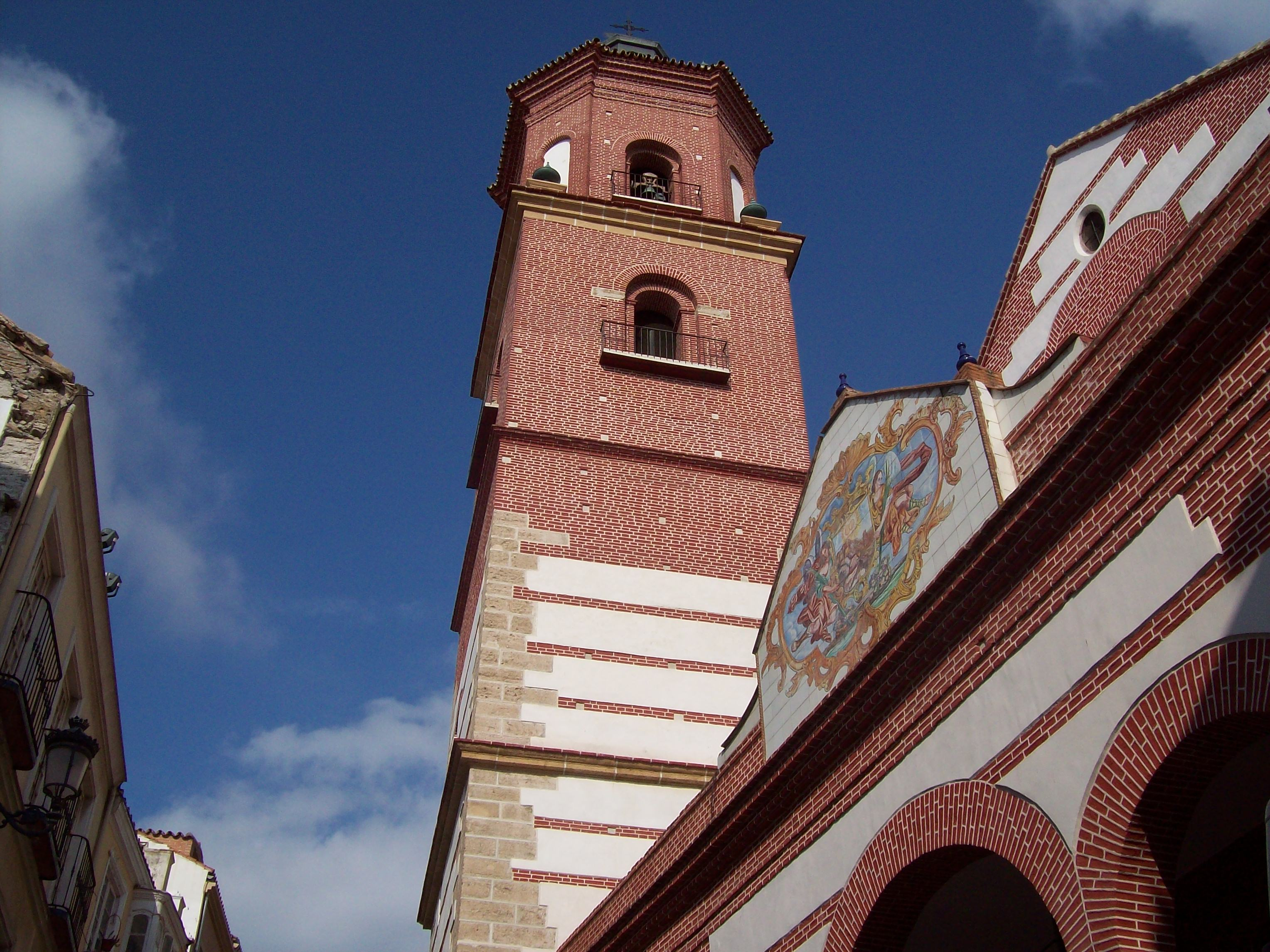

致命圣人堂（西班牙語：Iglesia de los Santos Mártires Ciriaco y Paula）是一座罗马天主教堂区教堂，位于西班牙马拉加。该堂建于15-18世纪。
1931年6月3日，该堂公布为西班牙文化财产。
该堂是1487年天主教双王占领马拉加以后，在其老城区建造的四座教堂之一，另外三座是圣体龛教堂（Iglesia del Sagrario）、圣雅各伯宗徒堂（Iglesia Parroquial de Santiago Apóstol）和圣若望堂（Iglesia de San Juan）。 毗邻的堂区包括圣若翰洗者堂（Iglesia de San Juan Bautista）、圣雅各伯宗徒堂（Iglesia Parroquial de Santiago Apóstol）和圣斐理伯内里堂（Iglesia de San Felipe Neri）。
该堂供奉马拉加城的主保圣人奇里亚科和保拉（Ciriaco y Paula）。教堂历经多次改建，已改变了最初的哥特式-穆德哈尔风格，呈现出18世纪的洛可可元素，但是在外面保留了一座穆德哈尔塔楼。
2020年至2021年间，该堂进行修复和加固。 

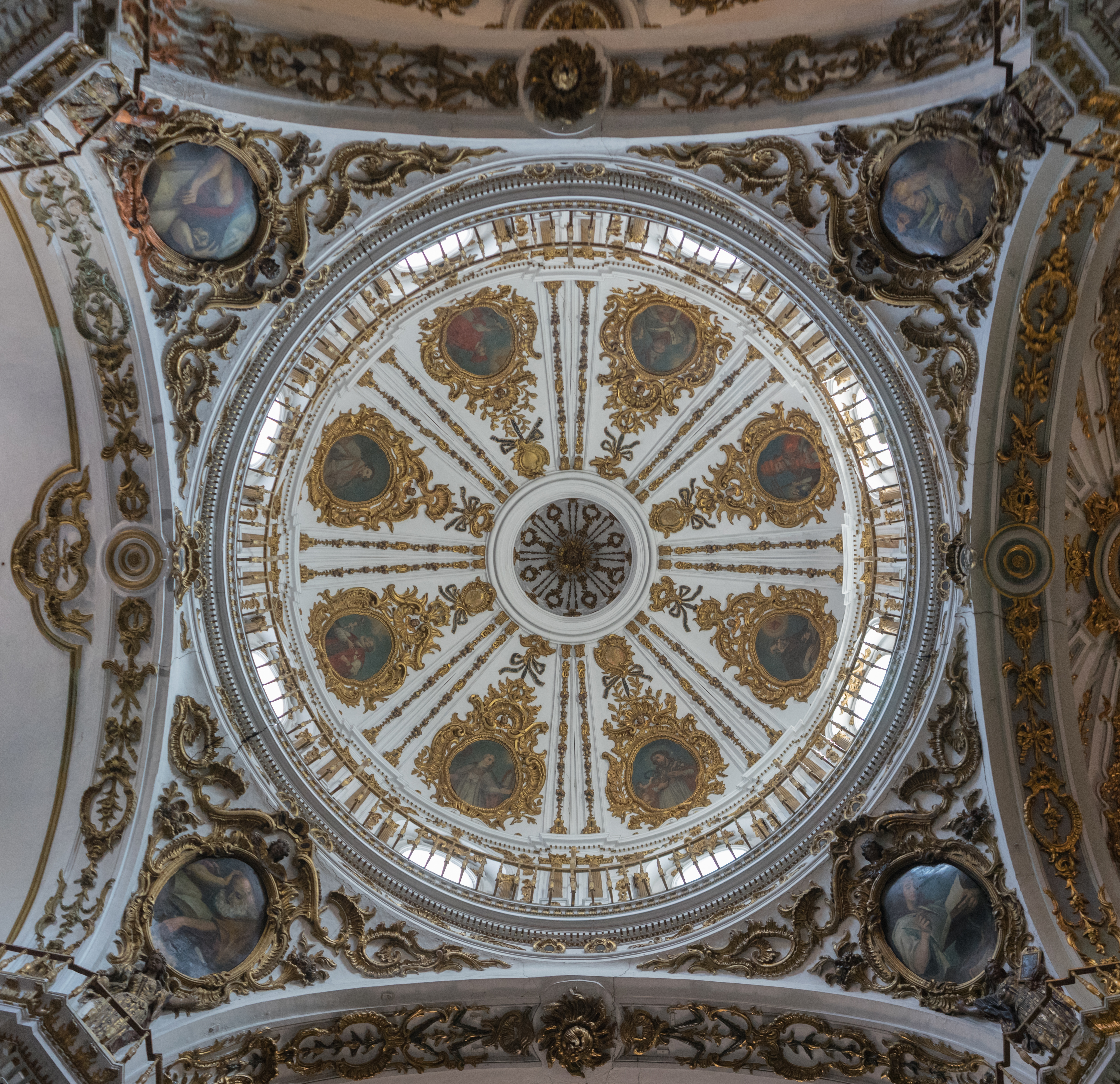